# Langue française aux États-Unis
- Comtés où moins de 6 % de la population parle français
- 6–12%
- 12–18%
- >18%

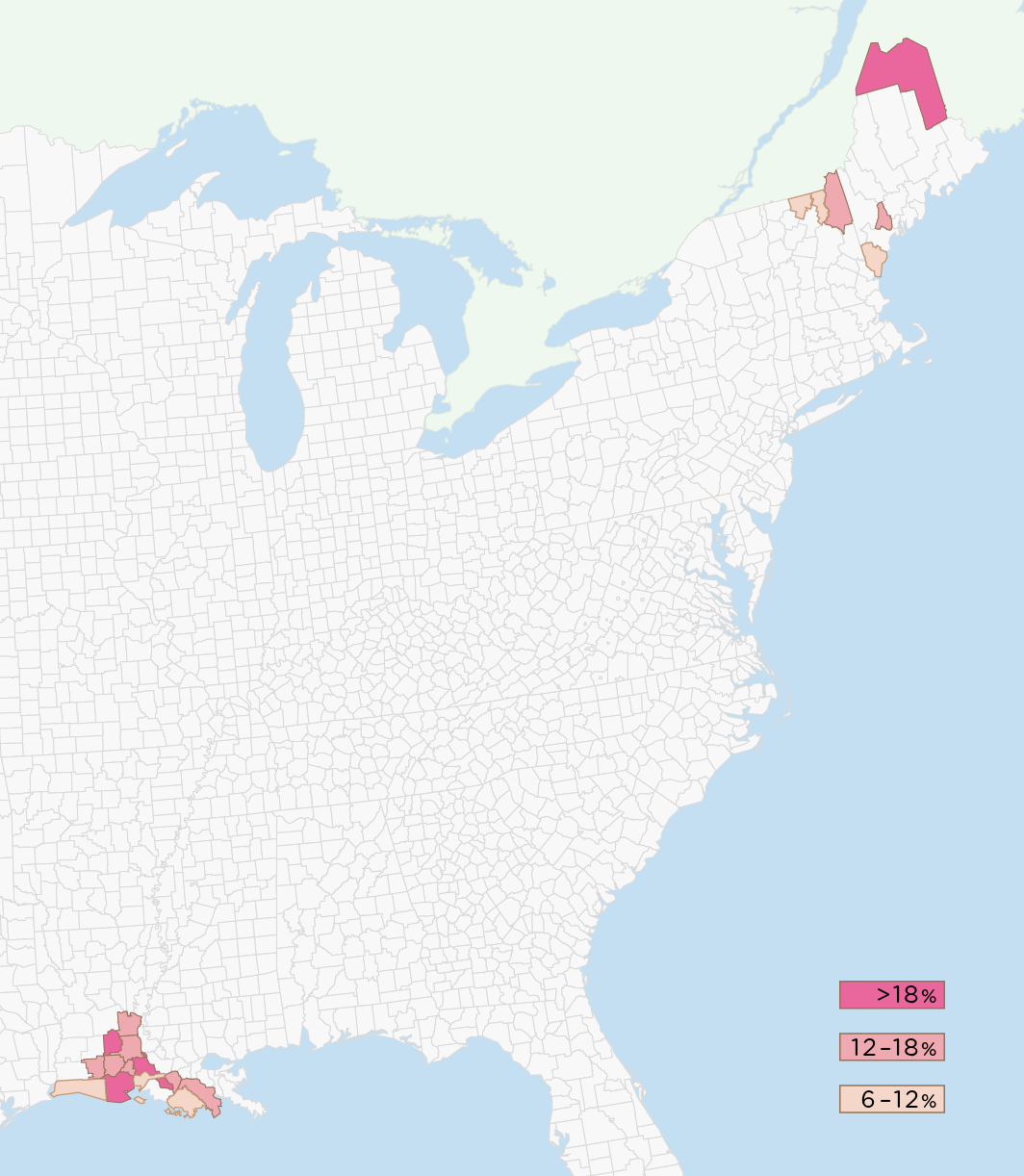
Comtés où moins de 6 % de la population parle français
6–12%
12–18%
>18%
Note : les langues créoles basées sur le français sont exclues de ces données.

La langue française est une langue minoritaire aux États-Unis. Les Américains francophones vivent surtout en Louisiane méridionale et dans le nord de la Nouvelle-Angleterre, à la frontière avec les provinces canadiennes du Nouveau-Brunswick et du Québec, et notamment dans l'extrême nord de l'État du Maine. C’est la deuxième langue romane à y être parlée après l’espagnol.

## Histoire
La population francophone des États-Unis est d'origine diverse et souvent ancienne.

### Déportation des Acadiens

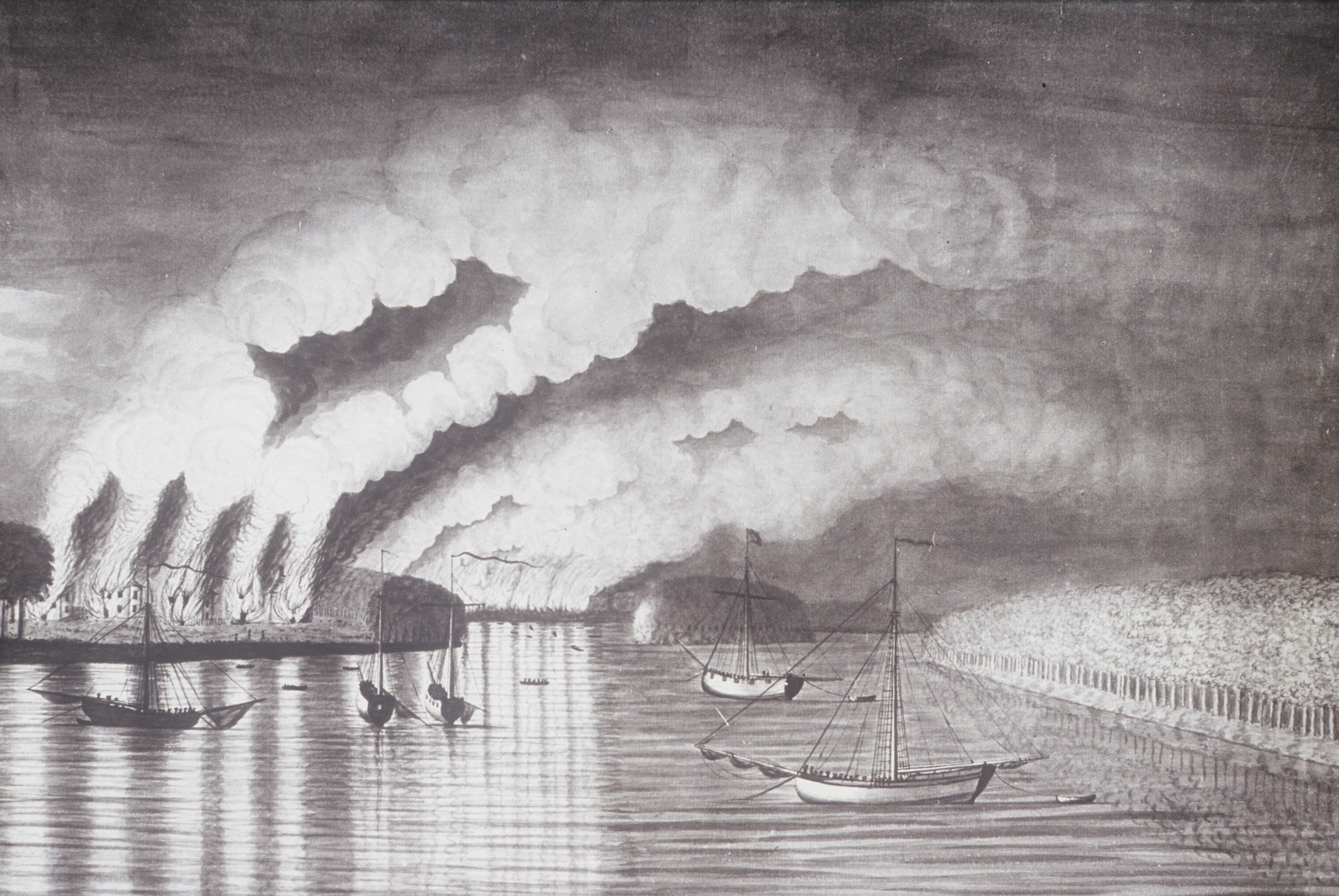
Vue du pillage et de l'incendie de la cité de Grimrose, la seule représentation contemporaine connue de la Déportation des Acadiens, par Thomas Davies, 1758.

Charles Lawrence devient gouverneur britannique de la Nouvelle-Écosse en 1753. La guerre entre Français et Britanniques au Canada reprend en 1754 et Lawrence profite de la situation pour décider de déporter la population de l'isthme de Chignectou, ce qui permettrait de faire venir encore plus d'immigrants britanniques en Nouvelle-Écosse. Avec la complicité du gouverneur colonial du Massachusetts, William Shirley, Lawrence met sur pied un corps expéditionnaire. Le lieutenant-colonel Robert Monckton prend le fort Beauséjour et le fort Gaspareaux en juin 1755. Le mois suivant, Lawrence tente de faire signer un serment sans condition mais les Acadiens essaient de négocier. Profitant de la présence de la flotte de l'amiral Boscawen et des troupes de la Nouvelle-Angleterre, le conseil législatif approuve la déportation ; la défaite du général Braddock en Ohio a sûrement influencé leur décision. Jusqu'en décembre, près de 6 500 personnes sont arrêtées puis mises sur les bateaux, avant d'être envoyées vers les Treize colonies. Ils doivent faire face à l'hostilité de la population locale, qui n'avait pas été informée de leur arrivée. La déportation se poursuit jusqu'en 1763.
Les prisonniers acadiens au Royaume-Uni sont rapatriés en France après la signature du traité de Paris. Leur regroupement est tenté dans plusieurs colonies et régions françaises, sans réel succès. La plupart des Acadiens décident alors de revenir en Amérique du Nord, généralement à destination de la Louisiane, qui fut secrètement cédée à l'Espagne en 1762. Des exilés des États-Unis passent aussi en Louisiane ; leurs descendants sont désormais connus sous le nom de Cadiens et vivent dans l'Acadie du Sud, dont la principale région est l'Acadiane.

### Division de la province de Québec

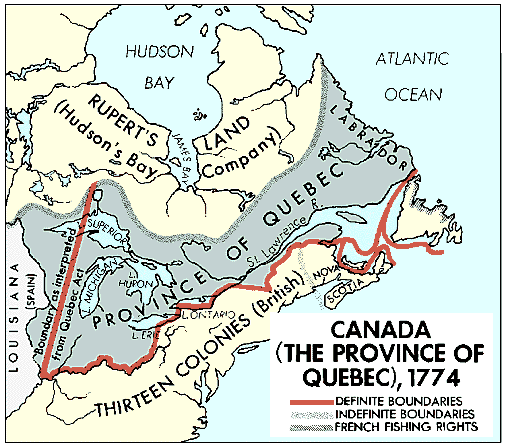
Province de Québec en 1774

En 1774, des menaces de rébellion apparaissent dans les treize colonies anglaises de la côte est américaine. Au terme de la guerre d'indépendance américaine, les Britanniques cèdent ces treize  colonies à la nouvelle nation américaine lors du traité de Paris de 1783.
Les Américains ne cessent de gagner de nouveaux territoires vers l'ouest, et après une nouvelle guerre anglo-américaine en 1812, la frontière se clarifie entre le Canada britannique et les États-Unis au niveau de la région des Grands Lacs. Pour les canadiens français qui se trouvent encore du côté américain, ces derniers réussissent à garder leur langue pendant deux ou trois générations, puis le français se perd peu à peu.

### Achat de la Louisiane

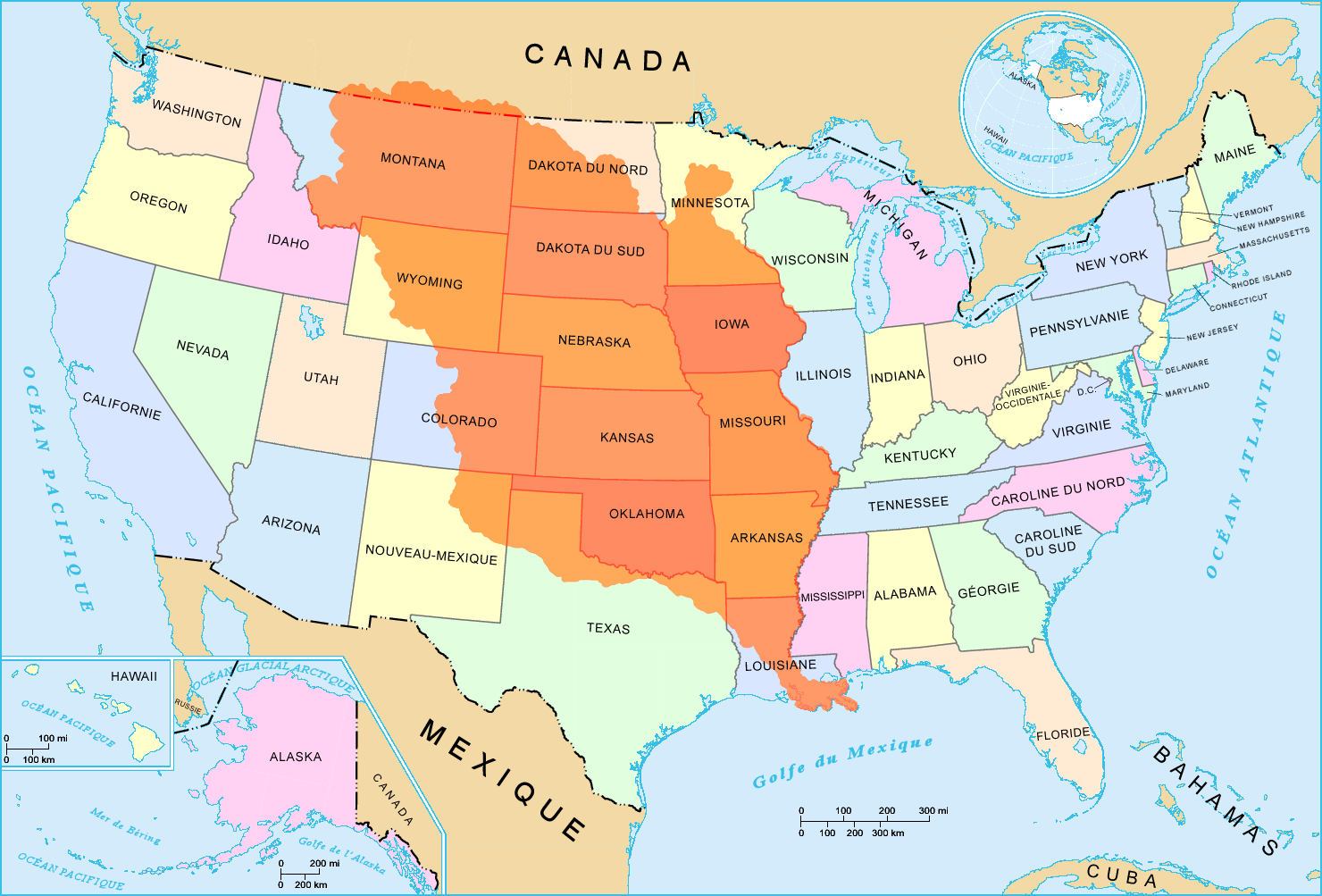
La Louisiane française en 1803 comparée aux États actuels.

Les États-Unis achètent la Louisiane à la France napoléonienne en 1803.

### Une rivalité américano-britannique toujours présente
À la suite de la défaite britannique lors de la guerre d'indépendance des États-Unis (1775-83), des Loyalistes britanniques migrent vers l'Amérique du Nord britannique à partir de 1783. Les Acadiens de la vallée du fleuve Saint-Jean sont obligés de leur donner leurs terres et se déplacent plus au nord, dans le Madawaska ; des immigrants canadiens français se joignent à cette population. À noter que, de nos jours, un certain nombre d'habitants de cette région se considèrent désormais comme un peuple à part des Canadiens français et des Acadiens, les Brayons.
La guerre d'Aroostook a eu lieu entre 1838 et 1839 dans le Madawaska, entre les États-Unis et le Royaume-Uni même si le conflit ne fut pas officiellement déclaré entre les belligérants. Des discussions ont permis d’éviter un conflit armé et aucun mort ne fut à déplorer. Le Royaume-Uni dut céder la partie sud de son territoire dans la vallée de la rivière Aroostook lors du traité Webster-Ashburton en 1842, isolant ainsi les Acadiens du Maine.

### XIXe: L'émigration québécoise aux États-Unis
Du milieu du XIXe siècle aux années 1930, plus de 900 000 Canadiens français émigrent aux États-Unis, un mouvement qualifié de « Grande Hémorragie », puisqu'il ébranle la société québécoise. La moitié d'entre eux s'établissent en Nouvelle-Angleterre, où leur nombre croissant éveille un mouvement xénophobe. Ces immigrants se font surtout embaucher dans des usines mais plusieurs deviennent marchands ou accèdent à des professions libérales par la suite. Si certains Québécois reviennent au pays, la plupart s'anglicisent et restèrent aux États-Unis où ils formèrent ce qu'on appelait de « petits Canadas », où se perpétuait certains traits de la culture québécoise. Des coutumes persistent jusqu'à nos jours et plusieurs Franco-Américains, comme l'auteur Jack Kerouac ou le joueur de baseball Nap Lajoie pour ne citer qu'eux, ont eu et gardent une influence importante aux États-Unis.
À partir des années 1870, de plus en plus d'Acadiens émigrent aux États-Unis ; ce sont surtout des pêcheurs ou des personnes cherchant du travail dans les usines.
La Société mutuelle de l'Assomption, aujourd'hui Assomption Vie à Moncton au Nouveau-Brunswick, est fondée en 1903 à Waltham, Massachusetts ; elle compte 58 succursales au Canada et aux États-Unis en 1907, permettant à la population de se réunir régulièrement. Outre son aspect commercial, elle permet le ralliement de la population d'origine française, la promotion de l'éducation, la protection de la religion catholique, de la langue française et de la culture acadienne.

### Depuis les années 1930
L'émigration canadienne vers les États-Unis devient beaucoup moins importante au milieu du XXe siècle en raison du resserrement des critères d'immigration.

## Variétés du français

### Français de Louisiane

#### Français des Houmas
Le français parlé par les Amérindiens Houmas est la langue que les Français leur apprirent lors de la colonisation de la Louisiane au XVIIIe siècle. Il diffère du français parlé par les Cajuns qui sont arrivés peu après. On estime à 40% des 17 000 Houmas, ceux qui parlent français, soit environ 6 500 locuteurs.

#### Français cadien
Le français cadien est influencé par le français acadien. Le Conseil pour le développement du français en Louisiane (CODOFIL) est une agence de l'État pour la promotion de l'usage du français dans la population de Louisiane. Selon le recensement de 2010, environ 100.000 personnes parlaient le français cadien.

#### Français créole
Le français créole désigne une langue issue des transformations subies par un système linguistique utilisé de façon imparfaite comme moyen de communication par une communauté importante, ces transformations étant vraisemblablement influencées par les langues maternelles originelles des membres de la communauté. La variété créole du français était celle parlée par les premiers colons, se distinguant du français cadien, et n'a pas subsisté en tant que telle ; elle a servi de substrat au français des Houmas et au créole louisianais, parlé par environ 7.000 personnes .

### Français du Missouri
Après le Traité de Paris (1763), les Canadiens habitants du côté est du fleuve Mississippi qui durent se soumettre à l'autorité britannique, traversèrent en grand nombre le fleuve ; le côté ouest était sous l'autorité de l'Espagne. Le village de Sainte-Geneviève qui fut fondé en 1752, accueillit beaucoup de ces habitants ; en 1764, la ville de Saint-Louis fut fondée. En 1803, le territoire de la Louisiane fut vendu aux États-Unis par Napoléon, et graduellement, avec l'afflux de nombreux Américains dans le territoire du Missouri, le français perdit beaucoup d'usagers.

### Français de la Nouvelle-Angleterre
Le français qu'on parle en Nouvelle-Angleterre est celui qu'on parlait au Québec avant la révolution tranquille. Les Canadiens dans les six états de la Nouvelle-Angleterre construisirent beaucoup d'écoles catholiques où le français était enseigné durant la moitié de la journée scolaire. Il y avait aussi beaucoup de journaux francophones à partir de la fin des années 1830. Graduellement, les journaux francophones disparurent l'un après l'autre cent ans plus tard. Les écoles primaires et secondaires continuèrent plus longtemps, mais malgré de grands efforts des Franco-Américains pour préserver leur langue, l'absence de soutien gouvernemental causa beaucoup d'ennuis à ces écoles qui se virent coupées de tout revenu des gouvernements.

#### Français de la vallée
La seule étude exhaustive du « français de la Vallée » a été effectuée par Geneviève Massignon en 1946 et publiée en 1962. Elle conclut que contrairement aux communautés « purement acadiennes » des Provinces maritimes, le Madawaska possède une langue plus « canadianisée » due à la proximité du Québec. Elle y nota un mélange de vocabulaire et de phonétique acadien et canadien français mais une morphologie typiquement canadienne-française. Les avis sur le caractère unique du français du Madawaska divergent. Les mots d'origine maritime, dont certains seraient communs aux régions francophones du Canada, y seraient fréquents, alors que des mots liés aux patates seraient uniques. Selon Yves Cormier, de l'Université Sainte-Anne, la langue conserve certains éléments du vieux français utilisés nulle part ailleurs. Selon Ronald Labelle, du Centre d'études acadiennes, le seul caractère distinctif du français du Madawaska est son accent et que, bien qu'on y retrouve des mots acadiens, il ne diffère pas du français québécois.

## Franco-américains
En 2012, on évalue la communauté française aux États-Unis à plus de 200 000 membres. Mais plus de 13 millions d'Américains se réclament d'origine française, et selon le recensement de 2000, 1,6 million d'Américains de plus de cinq ans parlent français à la maison. Au total, le nombre de personnes parlant le français au quotidien à la maison s’élève à 2,1 millions.
En y incluant les parlers cadien et créole (dont le créole haïtien), cela fait du français la quatrième langue la plus parlée dans le pays, derrière l'anglais (80 %), l'espagnol (13 %) et le chinois (2 %, si toutes les formes telles que le mandarin et le cantonais sont groupées). Le français est la deuxième langue la plus parlée dans quatre États : La Louisiane, le Maine, le New Hampshire et le Vermont.
En plus des 1,6 million d'Américains qui parlent le français à la maison, 453 000 parlent un créole à base lexicale française, dont la plupart parlent le créole haïtien.
En 2008, 117 076 citoyens français résidaient aux États-Unis, un nombre en hausse. Ainsi, cette population constitue actuellement le quatrième plus grand marché ethnique aux États-Unis.

### Répartition géographique
Étant la troisième terre d’accueil des Français au niveau mondial, les États-Unis semblent être une destination appréciée des francophones. Leur implantation aux États-Unis se fait donc sur l’ensemble du pays, mais on note une présence plus importante sur la côte Nord Est (New York, Washington DC, Boston), la Californie (Los Angeles, San Francisco) et la Floride (Miami).

#### Les communautés francophones

##### Plus de1 000habitants en 2012
- Fort Kent (Maine) : 62 % de langue française de 4 065 habitants.
- Madawaska (Maine) : 83 % de langue française de 3 974[20] habitants.
- Van Buren (Maine) : 77 % de langue française de 2 135 habitants.
- Frenchville (Maine) : 80 % de langue française de 1 073 habitants.

#### Moins de1 000habitants
- Eagle Lake (Maine) : 50 % de langue française de 815 habitants.
- St. Agatha (Maine) : 80 % de langue française de 802 habitants.
- St. Francis (Maine) : 61 % de langue française de 577 habitants.
- Grand Isle (Maine) : 76 % de langue française de 518 habitants.
- Saint John Plantation (Maine) : 60 % de langue française de 282 habitants.
- Hamlin (Maine) : 57 % de langue française de 257 habitants.

#### Les comtés et paroisses les plus francophones
Note : Les gens qui parlent les créoles à base lexicale française ne sont pas comptés dans ces pourcentages.
- Paroisse de Saint-Martin, Louisiane : 27,44 % de langue française de 48 583 habitants.
- Paroisse d'Evangeline, Louisiane : 25,71 % de langue française de 35 434 habitants.
- Paroisse de Vermilion, Louisiane : 24,89 % de langue française de 53 807 habitants.
- Comté d'Aroostook, Maine : 22,37 % de langue française de 73 938 habitants.
- Paroisse de La Fourche, Louisiane : 19,12 % de langue française de 89 974 habitants.
- Paroisse de l'Acadie, Louisiane : 19,04 % de langue française de 58 861 habitants.
- Paroisse des Avoyelles, Louisiane : 17,64 % de langue française de 41 481 habitants.
- Paroisse de l'Assomption, Louisiane : 17,58 % de langue française de 23 388 habitants.
- Paroisse de Saint-Landry, Louisiane : 16,70 % de langue française de 87 700 habitants.
- Comté de Coös, New Hampshire : 16,17 % de langue française de 33 111 habitants.
- Paroisse de Jefferson Davis, Louisiane : 16,15 % de langue française de 31 435 habitants.
- Paroisse de Lafayette, Louisiane : 14,37 % de langue française de 190 503 habitants.
- Comté d'Androscoggin, Maine : 14,29 % de langue française de 103 793 habitants.

### Migrations saisonnières
La Floride, et quelques autres stations touristiques populaires (dont les plus notables incluent Old Orchard Beach dans le Maine et Cape May dans le New Jersey) sont visitées par un grand nombre de Québécois pendant les vacances d'hiver et d'été. Mais la Floride compte aussi beaucoup d'expatriés Québécois, Haïtiens ou Français. C'est d'ailleurs le seul Etat où il est possible de trouver un journal local en français : Le Courrier de Floride.

### Toponymie
Parmi les cinquante États américains, jusqu'à treize ont un nom d'origine française ou ayant été adapté en français : l'Arkansas, le Delaware, l'Illinois, l'Iowa, le Kansas, la Louisiane, probablement le Maine, le Michigan, le Mississippi, le New Jersey, l'Ohio, l'Oregon, le Vermont et le Wisconsin. Parmi les capitales et grandes villes, notons Bâton-Rouge, Bayonne, Beaumont, Bel Air, Boise, Bossier City, Champaign, Cheyenne, Chicago, Cœur d'Alene, Des Moines, Détroit, Dubuque, Duluth, Eau Claire, Fayetteville (Arkansas), Fayetteville (Caroline du Nord), Grand Forks, Green Bay, Jersey City, Joliet, Juneau, La Crosse (Kansas), La Crosse (Wisconsin), Lafayette (Indiana), Lafayette (Louisiane), La Nouvelle-Orléans, Nouvelle-Rochelle, Little Rock, Louisville, Mobile, Montpelier, Provo, Racine, Richmond, Saint-Cloud, Saint-Louis, Saint-Paul et Terre Haute. Pour ce qui est des autres lieux, la longue liste inclut le lac Champlain, le lac Huron, le fleuve Mississippi, le coteau du Missouri, la rivière Missouri, les monts Ozarks, les montagnes Rocheuses, les îles Sainte-Croix, le fleuve Saint-Laurent et le lac Supérieur.
Cinq catégories de personnes ont créé les toponymes français aux États-Unis. La première catégorie regroupe les explorateurs, ainsi que des militaires et des marchands de passage, qu'ils soient d'origine canadienne-française ou résident dans d'autres parties de la Nouvelle-France correspondant désormais au Canada ; Samuel de Champlain a nommé à lui seul 300 lieux. Ensuite vinrent les trappeurs et traiteurs, souvent illettrés, qui nommèrent des lieux de façon généralement descriptive, souvent en francisant des noms amérindiens. Ils ont créé plusieurs génériques pour décrire le paysage, comme prairie, coulée, butte, bayou et probablement rapide. De plus, de nombreuses villes portent leurs noms, dont Juneau. La troisième catégorie regroupe les missionnaires, souvent très éduqués, dont plusieurs apprennent les langues amérindiennes et en créent même des dictionnaires. Ils reprennent d'ailleurs souvent les toponymes amérindiens, ou utilisent un nom de saint. Les officiers militaires constituent la quatrième catégorie. Ceux-ci nomment souvent les lieux en l'honneur de la noblesse ou de grands dirigeants, comme la Louisiane et La Nouvelle-Orléans. La population civile constitue la dernière catégorie. Les noms « canadien » (Canadian) ou « français » (French, Frenchman) dans des toponymes comme rivière Canadienne ou rivière French, rappellent aussi la présence actuelle ou historique de francophones, ces deux termes étant historiquement liés.

## Langues officielles

### International
Les États-Unis sont membres de plusieurs organisations internationales ayant, entre autres, le français comme langue officielle. Ces organisations incluent l'ONU et le CIO. L'ONU a d'ailleurs son siège social dans la ville de New York.
Malgré son importante population francophone, le pays n'est pas membre de l'Organisation internationale de la francophonie. La Louisiane a par contre déjà participé au Sommet de la francophonie comme invitée spéciale.

### Niveau fédéral
Contrairement à une idée répandue, les États-Unis n'ont pas de langue officielle. De nombreuses démarches ont toutefois été tentées afin de donner ce statut à la langue anglaise, majoritaire dans le pays. Trente-deux États sur 50 (comme la Californie par exemple) ont quand même inscrit l'anglais comme langue officielle. L'Union américaine pour les libertés civiles est le principal groupe s'opposant à l'imposition d'une langue officielle au niveau fédéral, tandis que U.S. English est le principal soutien à ce projet.

### États

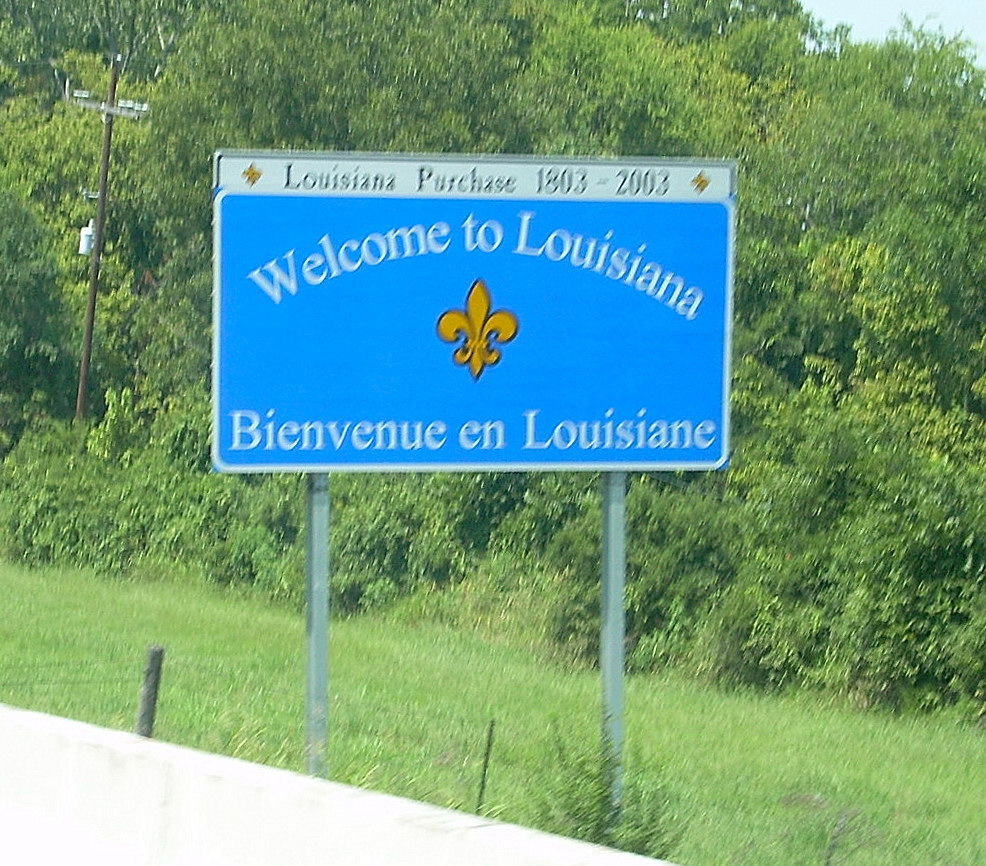
Panneau routier bilingue à l'entrée de la Louisiane

Il faudra attendre 1968 pour rétablir un statut spécial pour la langue française en Louisiane.
Le Conseil pour le développement du français en Louisiane ou CODOFIL est une agence de l'État de Louisiane pour la promotion de l'usage du français (aussi bien français de France que le français cadien) dans la population de Louisiane. Le conseil a son siège à Lafayette. Son dirigeant historique, James Domengeaux va se battre pour la reconnaissance du français comme seconde langue de facto de l'État de Louisiane.
Les 18 et 17 mars 1982, le Ministre de l'Éducation des États-Unis, Terrel Bell, se rend en Louisiane à l'invitation du CODOFIL. Il vient constater l'application de la Résolution 161 votée par le Sénat louisianais en 1980, sur le statut de la langue française comme langue seconde de la Louisiane.
L'État de Louisiane, comme plusieurs autres États des États-Unis, n'a pas juridiquement de langue(s) officielle(s), mais elle utilise la langue anglaise d'usage car elle est à la fois la langue de la Constitution des États-Unis et celle de la majorité de la population louisianaise ; la langue française a obtenu le statut de langue seconde de facto de la Louisiane, en raison de sa minorité francophone historique et de sa propre histoire.
Le français n'a jamais totalement disparu. Les anciens le parlent encore et leurs petits-enfants se mettent à s'intéresser à leur origine française. Un renouveau de l'apprentissage du  français apparaît aujourd'hui en Louisiane. L'Organisation internationale de la francophonie participe à cet engouement en envoyant des centaines d'enseignants français, belges, québécois, suisses, maghrébins et même vietnamiens, afin de former à la fois les élèves et leurs futurs enseignants.
Ces encourageantes initiatives ont permis aux Franco-louisianais de retrouver une fierté par le fait d'apprendre (ou de réapprendre) la langue française et d'assumer pleinement leurs origines. L'Acadiane affiche désormais sa francité dans les rues, sur les ondes des radios locales ou encore lors de nombreux festivals.

### Comtés et municipalités
Certaines municipalités, telles que Burlington au Vermont, adoptent des résolutions afin d'assurer des services bilingues pour les visiteurs canadiens, qui sont de plus en plus nombreux dans la ville. De plus, les rues principales des vieux quartiers dans trois villes louisianaises, La Nouvelle-Orléans, Lafayette et Natchitoches, ont des plaques bilingues anglais-français.

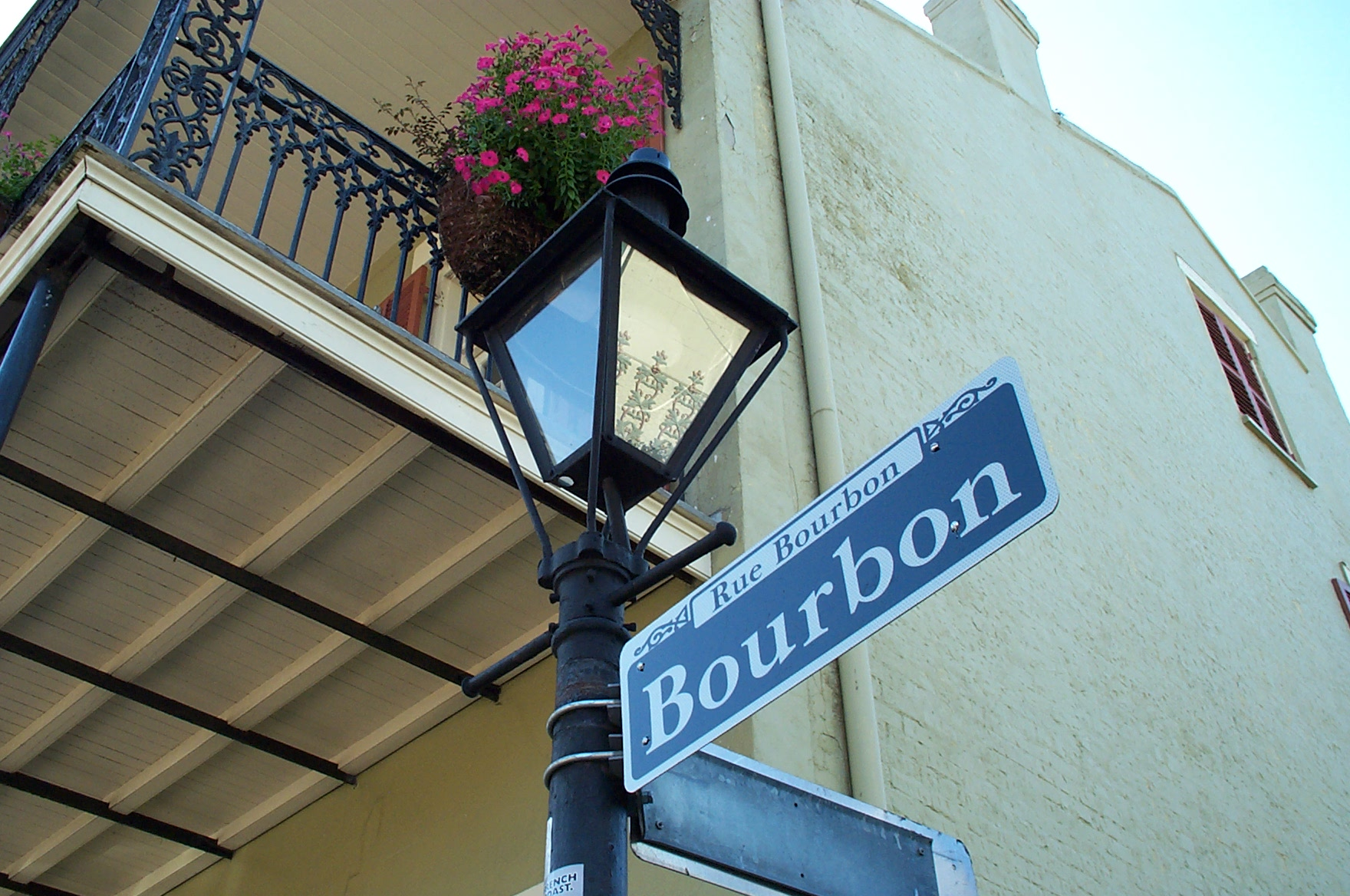
Les plaques bilingues de la Rue Bourbon, dans le Vieux carré français de La Nouvelle-Orléans
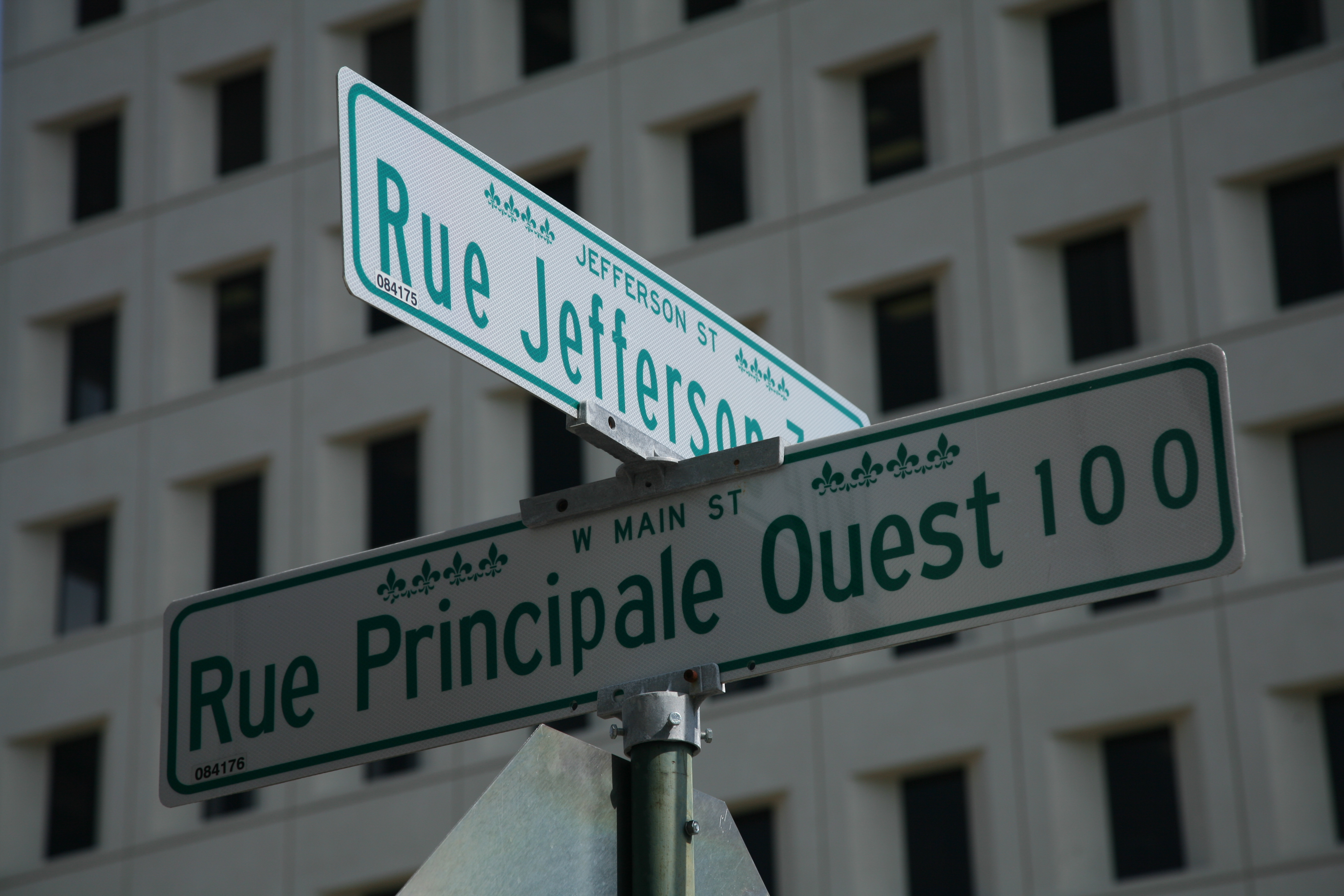
Plaques bilingues des noms des rues de Lafayette dans la région de l'Acadiane en Louisiane.
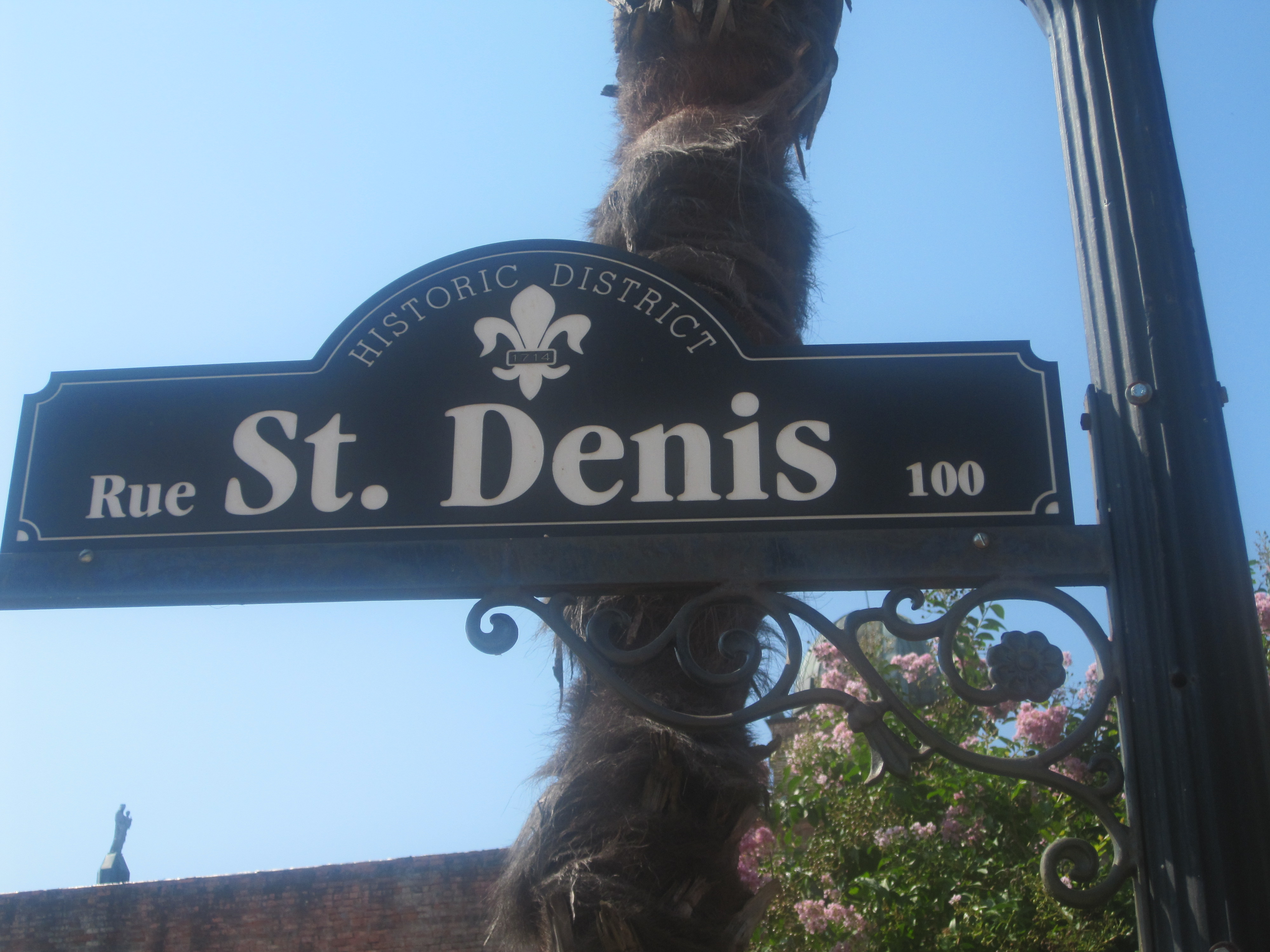
Plaque de rue de Natchitoches en l'honneur de Louis Juchereau de Saint-Denis.

## Image et influence du français
L'anglais cadien est un dialecte d'anglais parlé par les Cadiens anglicisés.
La population anglophone du nord du Maine a tendance à adopter de la syntaxe et du vocabulaire français grâce à la présence d'Acadiens dans la région. Ainsi, dans la région du Madawaska, au travail comme dans la vie quotidienne, l'anglais inclut des influences françaises non négligeables.

### Langue maternelle
L'enseignement du français bilingue se développe aux États-Unis, grâce à la fois aux initiatives de la communauté française à l'étranger, et au soutien apporté à cet effort par le corps diplomatique. À New York, qui compte une communauté française importante, plusieurs écoles (publiques et privées) proposent des classes bilingues franco-anglaises (Public School 58 à Brooklyn, Public School 84 dans l'Upper West Side de Manhattan, etc.), ou un enseignement délivré principalement en français, comme au prestigieux Lycée français de New York (LFNY), dans lequel sont scolarisés à la fois des enfants d'expatriés, et de notables locaux désireux de donner à leurs enfants une éducation à la langue française.

### Langue étrangère
Le français est resté la langue étrangère la plus apprise à l'école aux États-Unis jusqu’en 1968 ; l'année suivante, la langue espagnole l'a définitivement détrônée. Considéré comme la langue de la culture européenne et de la diplomatie par excellence, le français est d'ailleurs la langue étrangère traditionnellement choisie par les anglophones de langue maternelle dans le monde ; ainsi, au Royaume-Uni, en Irlande ou au Canada anglophone, c'est toujours la première langue apprise. En Australie, elle est deuxième derrière le japonais.
Au cours de l’histoire, un certain nombre de présidents américains eurent une connaissance de la langue française, que ce soit de niveau débutant, intermédiaire ou avancé. Thomas Jefferson, Theodore Roosevelt et Franklin Delano Roosevelt sont reconnus comme ayant eu une très bonne maîtrise du français au cours de leurs vies.
Le français est actuellement la deuxième langue étrangère la plus étudiée aux États-Unis, devant l'allemand et derrière l'espagnol. Beaucoup d'écoles secondaires et d'universités américaines offrent cependant des cours de français, comme AP Langue et culture françaises. La place de première langue étrangère dans le système éducatif américain est aujourd'hui occupée par l'espagnol, du fait de l'importance de l'immigration de populations hispanophones aux États-Unis (ex : mexicaine, cubaine…) et de l'intérêt croissant pour les pays d'Amérique latine.
Selon le Centre de linguistique appliquée américain (CAL), 46 % des lycées américains offraient des cours de français en 2008, par rapport à 64 % des lycées américains en 1997.
L'enseignement du français est plus important dans le privé, mais il est difficile d'obtenir des données exactes à cause du statut optionnel des langues. Effectivement, l'étude d'une langue étrangère n'est pas obligatoire dans tous les États pour les étudiants américains. Certains États toutefois, dont l'État de New York, la Virginie et la Géorgie exigent deux années minimum d'étude d'une langue étrangère.
Au niveau universitaire, le français est la deuxième langue étrangère étudiée aux États-Unis. À l'automne 2021, 135 088 étudiants apprenaient le français à l'université, contre 584 453 pour l'espagnol, selon l'Association américaine des langues vivantes (Modern Language Association).

## Usage

### Migrations saisonnières
La Floride, et quelques autres stations touristiques populaires (dont les plus notables incluent Old Orchard Beach dans le Maine et Cape May dans le New Jersey) sont visitées par un grand nombre de Québécois pendant les vacances d'hiver et d'été.

### Usage quotidien
Le français est utilisé quotidiennement dans plusieurs localités mais l'est souvent moins en public. De nombreuses personnalités américaines parlent français, parfois comme langue maternelle, souvent comme langue seconde. Certains acteurs comme l'actrice Jodie Foster ont d'ailleurs doublé leurs propres rôles dans les versions françaises de leurs films.

## Culture

### Musique

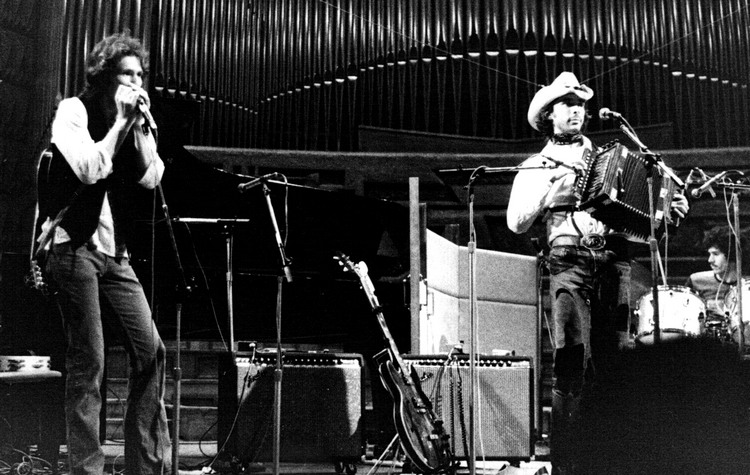
Zachary Richard (à droite).

La musique cadienne est une forme de musique francophone traditionnelle de Louisiane aux influences multiples mais beaucoup d'influence  africaine créole. Elle est encore vivante et chantée en français, même si la pression anglophone est grande.
Le zarico, ou parfois « zydeco », est une musique traditionnelle apparentée, au rythme plus syncopé, incorporant plus d'influences africaines, de musique soul, rhythm 'n' blues et blues. Le terme provient du titre d'une chanson, "Les Haricots sont pas salés", une sorte de blues pour désigner que les temps sont durs du fait qu'on n'a même pas de la couenne à mettre avec les haricots. Ses plus dignes représentants sont: l'accordéoniste Clifton Chenier ou encore Boozoo Chavis.

### Littérature

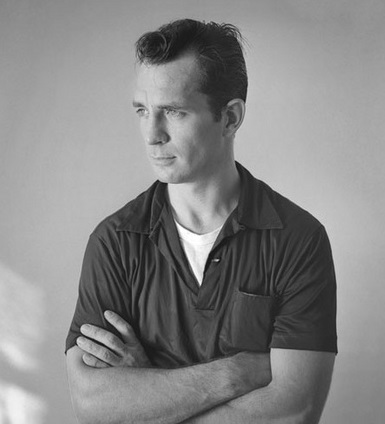
Jack Kerouac.

Le franco-américain Jack Kerouac a écrit certains de ses textes en français, qui était sa langue maternelle.
En Louisiane, la plupart des auteurs Cadiens écrivent en anglais et leur texte diffèrent peu de ceux des autres américains. Une littérature proprement cadienne – et francophone – apparaît toutefois en 1980, lorsque Jean Arcenaux publie Cris sur le Bayou. David Cheramie, Debbie Clifton et Zachary Richard ont aussi été publiés, tant aux États-Unis qu'au Canada, tandis que Jonathan Littell obtiendra le prix Goncourt en 2006 pour Les Bienveillantes.
Plusieurs auteurs nés à l'étranger ont aussi vécu et écrit en français aux États-Unis. Les Canadiens Olivar Asselin et Honoré Beaugrand y ont été journalistes durant quelques années. Edmond de Nevers a terminé ses jours aux États-Unis, où il a écrit l'un de ses ouvrages les plus importants, L'Âme américaine. La Française Marguerite Yourcenar a écrit la plupart de ses romans aux États-Unis, dont les Mémoires d'Hadrien en 1951, dont le succès international contribua à son entrée à l'Académie française.

### Le fait français en dehors des États-Unis
De nombreuses œuvres (en français ou non) sur l'influence française aux États-Unis ont été écrites. L'auteur de la fin du XIXe siècle, Gilbert Buote, a écrit le premier roman acadien, Placide, l'homme mystérieux, où la police de New York fait venir un détective de l'Île-du-Prince-Édouard afin de résoudre un meurtre.
Le thème de la déportation des Acadiens ainsi que leurs pérégrinations des suites de leur déportation ont aussi inspiré de nombreux artistes, notamment l'acadienne Antonine Maillet, dont le roman Pélagie-la-charrette lui a rapporté le prix Goncourt en 1979. La survivance française est au cœur du roman Les Tisserands du pouvoir (1988), par Claude Fournier, adapté au cinéma et à la télévision.

### Télévision
La langue française apparaît maintenant sur des canaux de communication modernes aux États-Unis. Ainsi, Bonjour America TV est la première chaine de télévision américaine diffusée 24h/24 et 7j/7 en langue française. Cette chaîne de télévision espère pouvoir toucher un public francophone de plus de 20 millions de personnes.